# Korsakovka (kraï du Primorié)
Korsakovka (en russe : Корса́ковка) est un village de l'okroug urbain d'Oussouriïsk du kraï du Primorié en Extrême-Orient russe. Sa population s'élevait à 1 323 habitants au recensement de 2021.

## Géographie
La localité est située dans le kraï du Primorié, un sujet de l'Extrême-Orient de la Russie, en Mandchourie-Extérieure, qui était autrefois chinoise (avant 1860). Elle se trouve dans le district fédéral extrême-oriental. Elle est l'une des 38 localités de l'okroug urbain d'Oussouriïsk, subdivision du sud-ouest du kraï dans la plaine du Khanka, dont le centre administratif est la ville d'Oussouriïsk.
Korsakovka, comme tout le kraï du Primorié, est située dans le fuseau horaire MSK+7 (heure de Vladivostok). Le décalage horaire appliqué par rapport au temps universel coordonné est +10:00.

## Histoire
La localité a été fondée en 1869.

## Démographie
Recensements (*) et estimations de la population,,,:
| 1884 | 1897  | 1900  | 1912  |
| ---- | ----- | ----- | ----- |
| 698  | 1 303 | 1 408 | 1 408 |

| 1915  | 2002 * | 2010* | 2021* |
| ----- | ------ | ----- | ----- |
| 1 456 | 1 275  | 1 357 | 1 323 |

Selon le recensement de 2002, sur les 1 275 habitants, il y avait 87 % de Russes.